# Recea (Maramureș)
Recea (Lénárdfalva en hongrois) est une commune roumaine du județ de Maramureș, dans la région historique de Transylvanie et dans la région de développement du Nord-Ouest.

## Géographie
La commune de Recea se trouve à 5 km à l'ouest de Baia Mare, la préfecture du județ et elle fait quasiment partie de son agglomération.
Le territoire communal est traversé par les rivières Săsar et Lăpuș avant son confluent avec la Someș. Recea se trouve sur la route nationale DN1C Satu Mare-Dej, qui est aussi la Route européenne 58.
La répartition de la population entre les différents villages en 2002 s'établissait comme suit (population) :
- Recea (1 112), siège de la municipalité.
- Bozânta Mică (423).
- Lăpușel (1 386).
- Mocira (786).
- Săsar (1 884).

## Démographie
En 1910, la commune comptait 4 241 Roumains (89,8 % de la population), 416 Hongrois (8,8 %) et 46 Allemands (1 %).
En 1930, les autorités recensaient 4 430 Roumains (91,8 %), 232 Hongrois (4,8 %) ainsi qu'une communauté juive de 115 personnes qui fut exterminée par les Nazis durant la Seconde Guerre mondiale.
En 2002, la commune comptait 5 255 Roumains (94 %), 253 Hongrois (4,5 %) et 77 Tsiganes (1,4 %).
| 1880  | 1900  | 1910  | 1930  | 1956  | 1977  | 1992  | 2002  | 2007  |
| ----- | ----- | ----- | ----- | ----- | ----- | ----- | ----- | ----- |
| 3 568 | 4 367 | 4 723 | 4 825 | 5 316 | 6 159 | 5 151 | 5 591 | 5 580 |

## Économie
La commune abrite de nombreuses personnes qui travaillent à Baia Mare toute proche mais l'économie est encore largement agricole (cultures maraîchères, vergers, vignes, fourrages). La pisciculture est également une activité importante dans la commune.
Recea possède une distillerie d'alcools et liqueurs, des entreprises de constructions métalliques, de transformation du bois.
Un supermarché Metro a récemment ouvert ses portes à Săsar.

## Lieux et monuments
- Lac Două veverițe : pêche sportive.